# 生活創庫 (スーパーマーケット)

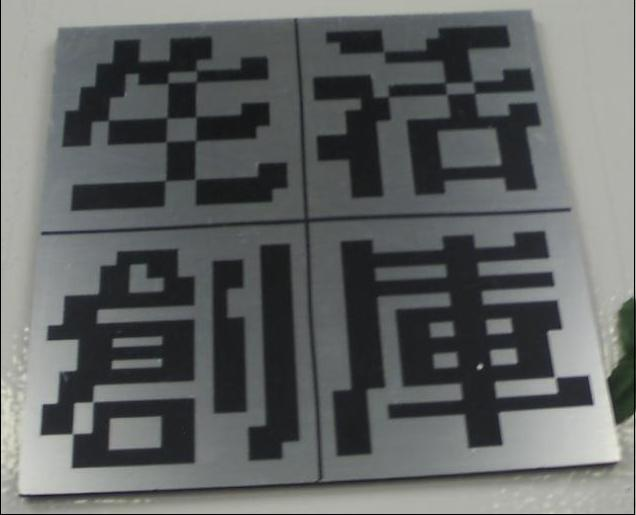
生活創庫のロゴマーク

生活創庫（せいかつそうこ）は、ユニーが運営する直営住居関連用品売場のインショップブランド。また、かつて同社が運営していた百貨店テイストを活かした次世代タイプの複合総合専門店館の名称でもあった。
なお、リサイクルショップチェーン「生活創庫」を運営していた創庫生活館との資本関係はない。

## 概要
独立した店舗ブランドとしての生活創庫は、UNY生活創庫（香港）を除き、展開していた店舗全てが閉店、もしくは店名変更している。
1994年（平成6年）2月以前の福井店と静岡店は中京地区本部所管であり、以降は各地区本部の所管となったが、商品は本社と中京地区本部が関与した。したがって、関東地区本部統括のユニー大口店とUNYイースト21店は、食料品を扱うなど従来のユニーに近い業態であった。

## かつて存在した「生活創庫」店舗

### 生活創庫静岡店
1984年（昭和59年）11月21日、静岡県静岡市葵区伝馬町に「ライブアピタ静岡」として開店、静岡伝馬町プラザビルのうち商業フロアの地下1階から地上6階までを全て賃借して営業していた。アピタ業態の2号店（「ライブアピタ」という名称は静岡県のみ）で、翌年開業の「生活創庫アピタ名古屋駅店」の先行試験店舗であった。なお、当初の出店計画では「ユニー静岡伝馬町店」（SC名は「シティサンテラス静岡」）という名称であった。
食料品売場を設けていたが1987年春に廃止。1989年（平成元年）に「生活創庫アピタ静岡店」と名を改めて再オープン、さらに1991年（平成3年）10月24日に「生活創庫静岡店」と改称された。コンセプトは「生活創庫アピタ名古屋駅店」と同じだったが、同店と同様に採算の問題から、2000年（平成12年）8月19日に閉店した。閉鎖後は後継テナントが見つからず、一旦空きビルとなっていたが、後にビル管理者である地権者組合が直接運営に乗り出し、ファッションビル「5J」（FIVE-J、ファイブ・ジェイ）として営業開始。2007年10月、東急モールズデベロップメントが商業フロアを全て貸借し「SHIZUOKA 109」として営業開始した。その後の経済状況や周辺環境の変化を受け、2017年11月に「静岡東急スクエア」へ転換を図ったが、2023年（令和5年）7月17日に閉館（東急モールズデベロップメントはこれをもって同所から撤退）。閉館後は静岡伝馬町プラザビル直営の「けやきプラザ」が開業している。

### 生活創庫名古屋駅店
1985年（昭和60年）11月21日、名古屋市中村区椿町（名古屋駅西口）に「生活創庫アピタ名古屋駅店」としてオープン。初めて「生活創庫」の名称を用い、日本生命が新規に建設・施設保有した再開発ビルの核テナントであり、ユニーが全社を挙げて立ち上げた「駅西プロジェクト」店舗である。当初は地階に食料品売場を設けていたが、極度の不振によりわずか1年半で撤退した。
1991年（平成3年）4月14日に増床リニューアルし「生活創庫名古屋駅店」と改称して新装開店した。以来、地下1階から地上5階までの商業フロアのほとんどを若者向けの衣料品雑貨店や軽食店が占める（地下2階および、当時からヴィレッジヴァンガードなどが出店していた6階は「生活創庫」の管轄外）などファッションビル的な性格が強くなり、それまでは駅東口が中心だった名古屋駅前において西口の発展に大きく寄与した。
1997年（平成9年）2月期に売上高約130億円を上げ、2000年（平成13年）2月期の売上高はに対前年比約6.7%減の約115.12億円で、ユニー全店で第6位の売上高を上げていた。しかし2003年（平成15年）2月期には売上高約72億から73億円まで落ち込んだことから、2003年（平成15年）8月17日をもって閉店した。閉店後、店舗跡にはビックカメラ名古屋駅西店が出店した。

### 生活創庫福井店
1990年（平成2年）2月、福井県福井市中央町（福井駅近隣）に立地したポアンカ福井を「生活創庫福井店」として改装開店した。ポアンカ福井は中高生向けの衣料品が主力だったため客単価が低く、OL層も含めたジュニアヤングへ対象顧客の拡大を図った。
店舗面積約5,607m2で、最盛期の1993年（平成5年）2月期には売上高約24億円を上げたが、以降は売上が伸び悩み、1999年（平成11年）にはだるまや西武新館に開業したロフトと顧客層が重なって競争が激化したことなどが影響し、2001年（平成13年）2月期には売上高約13億円へ落ち込み、業績回復が困難として、2002年（平成14年）1月20日に閉店した。
空きビルは2006年（平成18年）に三谷商事が所有権を取得し、跡地の建物の1階はイベントギャラリー「えきまえkoocan」および駐輪場となり、それ以外の階は封鎖された。2012年12月28日に閉鎖され、翌2013年初夏に建物が解体されて一旦更地となった後、多目的ホールや屋根付広場を備えた福井駅西口中央地区市街地再開発ビル「福井市にぎわい交流施設ハピリン」の建設が進み、2016年（平成28年）春に竣工している。

### 雑貨創庫ユニー大口店
1991年（平成3年）3月27日、神奈川県横浜市神奈川区（大口駅東口）に「雑貨創庫ユニー大口店」として開店した。「雑貨創庫」のブランドが使われたのは同店が初である。
同店は食料品も扱いながら、当初は東急ハンズを模する店作りを行ったが、1993年9月から特色であったヨーロピアンカジュアルの旅行グッズや高級食器の取り扱いをやめるなど、雑貨売場面積の比率を下げて、店名から「雑貨創庫」を外し「ユニー大口店」として営業するようになった。「ピアゴ大口店」への改称を経て、「MEGAドン・キホーテUNY大口店」への業態転換を行った。
後に、愛知県丹羽郡大口町のアピタ大口店が「MEGAドン・キホーテUNY大口店」へ業態転換することとなり、横浜と愛知の大口の混同を避けるため「MEGAドン・キホーテUNY横浜大口店」に店名変更された。

### 生活創庫UNYイースト21店
1992年（平成4年）9月3日、東京都江東区東陽に鹿島建設グループと共同開発した複合商業施設「東京イースト21」の核店舗「生活創庫UNYイースト21店」として、鹿島東京開発が運営する「イースト21モール」や「ホテルイースト21東京」と共に開業した。ユニーでは東京23区内で初出店となった。売場は当初から建物の1階から4階まであった。
店舗面積約13,911m2で、2000年（平成13年）2月期に対前年比約5.3%減の売上高約135億円で、ユニー全店で第2位の売上高を上げていた。
近隣にイトーヨーカドー木場店やジャスコ（現・イオンスタイル南砂）などが進出し競争激化したことに対応し、2004年（平成16年）4月10日に改装。品揃えの拡充と直営売場の一部専門店化を行って「アピタイースト21店」に改称した。2007年（平成19年）8月19日閉店。
跡地の建物には居抜き出店で、1階に後継としてクイーンズ伊勢丹東陽町店が、2008年（平成20年）4月25日にオープンしたが、2009年（平成21年）8月に閉店。2009年（平成21年）11月21日にサミットストアイースト21店が後継として開店した。その際に1階と2階を結ぶエスカレーターを撤去した。2階以上は独立区画の「ビジネスセンター」として企業オフィスとなっている。

### セレクトショップ
下記店舗の一区画は、かつての「生活創庫」業態の一部を受け継いでいた。セレクトショップ2種「メゾンドマシェリ」「ブロックス‐ファクトリー」（アクセサリー・ファミリーカジュアル）および「アンシャンテ」（ファンシー雑貨）として残存していたが、2021年（令和5年）10月と12月、それぞれの該当フロアにUDリテール運営の「ドン・キホーテ」が導入されたことにより消滅した。
- アピタ長久手店
- アピタ四日市店

## かつて存在した新業態店
ユニーの新業態店の発想は顧客主導型ではなく、マーケティング主導型に転換し、未開拓のニーズを掘り起こすことにあった。店内においては掲示物を含め、昔ながらのGMS業態である「ユニー」の名をほぼ徹底的に秘匿排除したため、ユニーが運営する店舗だとは思わない買い物客もいた。
下記3店舗の試行錯誤を経て、のちの静岡市の「ライブアピタ」、江南市・岡谷市の「ビアアピタ」を経て、名古屋市（名古屋駅前の駅西）から始まった「生活創庫」の業態として結実している。

### ポアンカ福井
1968年（昭和43年）9月、総合スーパーの「ほていや福井ショッピングセンター」として開店し、合併により「ユニー福井店」となった後、駅前都心立地型の同店を業態転換し、1983年（昭和58年）11月12日に中学・高等学校生向け衣料主力のファッションビルとして開店した。
当初「スペラダ（仮称）」として計画された「ポアンカ（PO・A・N・CA）」は、ヤングファッションをメインテーマにした「新業態」1号店であり、「Y・L・C・S（ヤング・ライフ・クリエイティブ・ストア）」を目指していた。同様の思想を持つアピタ業態1号店のギャラリエアピタ豊田店よりも早く開店している。アピタと異なりポアンカは食料品を扱わなかったため、ファッションビルに近い業態の店舗となった。
店内にミニFM局を開局したり、無料会員制度「ポアンカメイト」で顧客を募り、月刊誌『ポアンカマガジン』を発行するなどして、ティーンズ顧客層の開拓に努めた。店舗カラーはアピタのイエローと異なり、ライトパープルを採用していた。
店舗は4階建て地下1階。フロア構成は、地下1階が飲食店とファンシー雑貨、1階がティーンズ・ヤング対象の婦人衣料と生活雑貨、2階がティーンズ・ミッシー対象の婦人衣料、3階がヤング対象の紳士衣料、4階がフリースペース、パソコンショップとレコードショップ、ミニFM局スタジオであった。

### ギャラリエアピタ豊田
駅前立地型のユニー豊田店を25億円かけて増床リニューアルし、1983年（昭和58年）12月16日に開店。ユニーのGMS新業態の1号店となった。
店舗は6階建て地下1階。フロア構成は、地下1階が日用品・生活雑貨、1階が食料品売場、2階がキャリア・ミッシー対象の婦人衣料、3階がティーンズ・ヤング対象の婦人衣料、4階が紳士衣料とベビー・子供用品、5階がレストラン街と文化品であった。当時の店舗全体が専門店を集めた「専門店街」であったことは特筆される。

### ハートスタッフ豊橋
駅前立地型のユニー豊橋店をリニューアルし、1984年（昭和59年）4月21日に開店。スポーツ施設を併設した複合専門店ビルであった。「ハートスタッフ」の名称は「気分はみな友達だ」というイメージから「ハート（心）」と「スタッフ（人）」を組み合わせたもので、「若い人達や若くありたいと願う人達の生活時間の充実を創造してゆく店」をストアコンセプトとしていた。社員は「ヤングライフクリエイター」の肩書を用い、スポーツを暮らしの中に取り入れて心から楽しもうというスポーティマインドの提案活動を行った。
店舗は3階建て地下1階。フロア構成は全館直営で、地下1階がスポーツマインドを生かしたバラエティグッズ、1階が男女共通のアメリカンカジュアル・ヨーロピアンカジュアル等の衣料品、2階が文具・キッチンなどの日用品・生活雑貨、3階が会員制トレーニングジムとエアロビクススタジオ、付帯施設のロッカーとシャワールームであった。地下1階から2階までの物販フロアはギャラリエアピタと同様に専門店業態を主体にしていた。

## ブランド復活
- 2010年（平成22年）6月、香港では3年ぶりに「UNY生活創庫」として「生活創庫」ブランドが復活した。
- 2023年（令和5年）10月13日、長野県飯田市に所在する「アピタ飯田店」の住居関連売り場に直営インショップブランドとして「生活創庫」の名称を導入。約20年ぶりにブランド復活した[17]。
- 2024年（令和6年）11月22日、アピタ長津田店をリニューアルして「ウォーク」業態へ転換したカエデウォーク長津田の日用雑貨売場に「雑貨創庫」が復活、31年ぶりにユニーの関東拠点である横浜市に「雑貨創庫」ブランドが復活した[18]。